# ジャンマルコ・ジゴーニ
ジャンマルコ・ジゴーニ（Gianmarco Zigoni, 1991年5月10日 - ）は、イタリア・ヴェネト州ヴェローナ県ヴェローナ出身のサッカー選手。ヴィルトゥス・ヴェローナ所属。ポジションはフォワード。父はユヴェントスFCなどで活躍したフォワードのジャンフランコ・ジゴーニ。

## 経歴
トレヴィーゾFCの下部組織出身で、ユース時代での通算200ゴール以上という得点力を買われて2008-2009シーズンよりトップチームに合流を果たす。
セリエBのクラブではあるもののトップチームでのスタメンでの起用は少なく結果的にこのシーズンを僅か2ゴールで終えた。ところが、ACミラン、インテルナツィオナーレ・ミラノ、ユヴェントスFC等、ビッグクラブのスカウトに才能を認められ、競合の末にミランが獲得、2009-2010シーズンにはミラノへと活躍の場を移している。
2010年夏にミランがソクラティス・パパスタソプーロス獲得の際に共同保有となりジェノアCFCに移籍。2011年5月24日、ミランに復帰した。以後は期限付き移籍を繰り返し、2015年7月13日にはレガ・プロのS.P.A.L.にローンで加入した。
国際マッチとしては、トレヴィーゾ時代の2009年2月に行われた4カ国トーナメントにてU-20イタリア代表に初招集されると、オーストリア戦にて初出場初ゴールという華々しいデビューを飾っている。

## タイトル
ミラン
- コッパ・イタリア・プリマヴェーラ（イタリア語版） : 2009-10

ジェノア
- スーペルコッパ・プリマヴェーラ : 2010

アヴェッリーノ
- レガ・プロ・プリマ・ディヴィジオーネ : 2012-13（ジローネB）
- スーペルコッパ・ディ・レガ・ディ・プリマ・ディヴィジオーネ : 2013